# 美深駅
美深駅（びふかえき）は、北海道中川郡美深町開運町にある北海道旅客鉄道（JR北海道）宗谷本線の駅である。駅番号はW54。電報略号はヒカ。事務管理コードは▲121824。特急「宗谷」「サロベツ」含む全列車が停車し、かつては美幸線が分岐した。

## 歴史

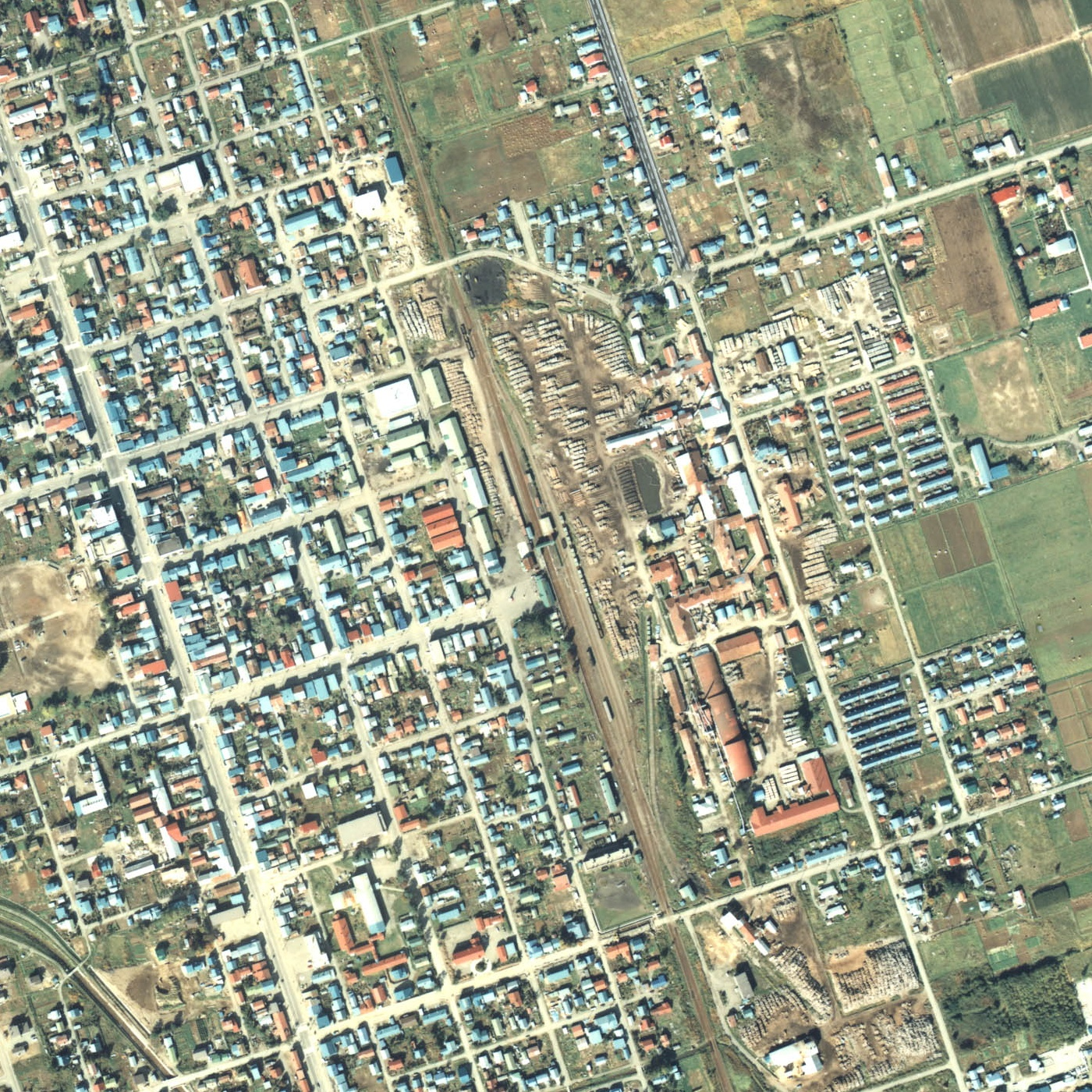
美深駅を中心に周囲約1km範囲を写した航空写真。1977年度撮影。上が稚内方面。国鉄型配線ホーム2面3線。駅舎横の稚内側に貨物ホームと引込み線、ホーム外側に多数の副本線がある。駅裏は広いストックヤードと、若松町から南町にかけて製材所が立ち並び、名寄側に引込み線がある。駅裏の製材所の殆どが今は無い。

- 1911年（明治44年）11月3日：鉄道院名寄駅 - 恩根内駅間開業に伴い美深駅（ぴうか）として開設[1][6][7]。一般駅。
- 1942年（昭和17年）：美深森林鉄道開設。
- 1949年（昭和24年）6月1日：公共企業体である日本国有鉄道に移管。
- 1951年（昭和26年）7月14日：駅名の読みを「びふか」に改める[8][9]。
- 1956年（昭和31年）：美深森林鉄道廃止。
- 1964年（昭和39年）10月5日：美幸線開業[3][7][10]。
- 1968年（昭和43年）3月25日：美深駅、紋穂内駅、恩根内駅の線路班（保線所）を統合し、音威子府保線区美深支区が開設[11]。
- 1969年（昭和44年）12月：名寄保線区美深支区に移管[11]。
- 1982年（昭和57年）11月15日：貨物取扱い廃止[8]。
- 1984年（昭和59年）2月1日：荷物取扱い廃止[8]。
- 1985年（昭和60年）9月17日：美幸線廃止[3][7][12][13]。
- 1986年（昭和61年）
  - 9月1日：名寄保線区美深支区が廃止[14]。
  - 11月1日：職員が18人から2人に減員される[15]。
- 1987年（昭和62年）
  - 4月1日：国鉄分割民営化により北海道旅客鉄道（JR北海道）の駅となる[8]。
  - 6月8日：開業当時からの木造駅舎が解体される[16]。
  - 6月15日：現駅舎「美深町交通ターミナル」着工式[17]。
  - 11月3日：現駅舎「美深町交通ターミナル」落成[9][12][18][19][20]。
- 2004年（平成16年）3月17日：名寄駅管理下になり、駅長を廃止。
- 2008年（平成20年）：6月2日「交通ターミナル」に美深町観光協会が移転[9][21]。
- 2010年（平成22年）：5月2日「交通ターミナル」に観光案内所「びーす」オープン[9][22][23]。
- 2016年（平成28年）5月1日：前日をもってみどりの窓口の営業を終了し[JR北 1][新聞 1][新聞 2][24]、同日より美深町が窓口業務を受託、簡易委託駅となる[2][25]。

### 駅名の由来
開業時の所在地名（下名寄村字ピウカ）に漢字をあてたもの。1920年（大正10年）には自治体名となっている。当初の読みは「ぴうか」であったが、美深村（→美深町）発足後に現在の読みに改められている。

## 駅構造
相対式ホーム2面2線を持つ地上駅。ホーム間の移動は跨線橋を使う。名寄駅が管理し、美深町が受託する簡易委託駅。窓口では道内在来線完結の乗車券・特急券・指定席券・定期券等を扱う。
駅舎は「美深町交通ターミナル」と称し、美深町第3セクター運営の売店、美深町観光協会や観光案内所などが入居する。また、2階には「美幸線資料室」が併設されている。
屋上には廃止された美幸線を偲んで作られた「美幸の鐘」があり、稚内行特急「宗谷」到着時および15時に鳴らされる。なお、「美幸の鐘」は、夜間は緑色にライトアップされる。

### のりば
| 番線 | 路線      | 方向 | 行先               |
| ---- | --------- | ---- | ------------------ |
| 1    | ■宗谷本線 | 下り | 音威子府・稚内方面 |
| 2    | ■宗谷本線 | 上り | 名寄・旭川方面     |

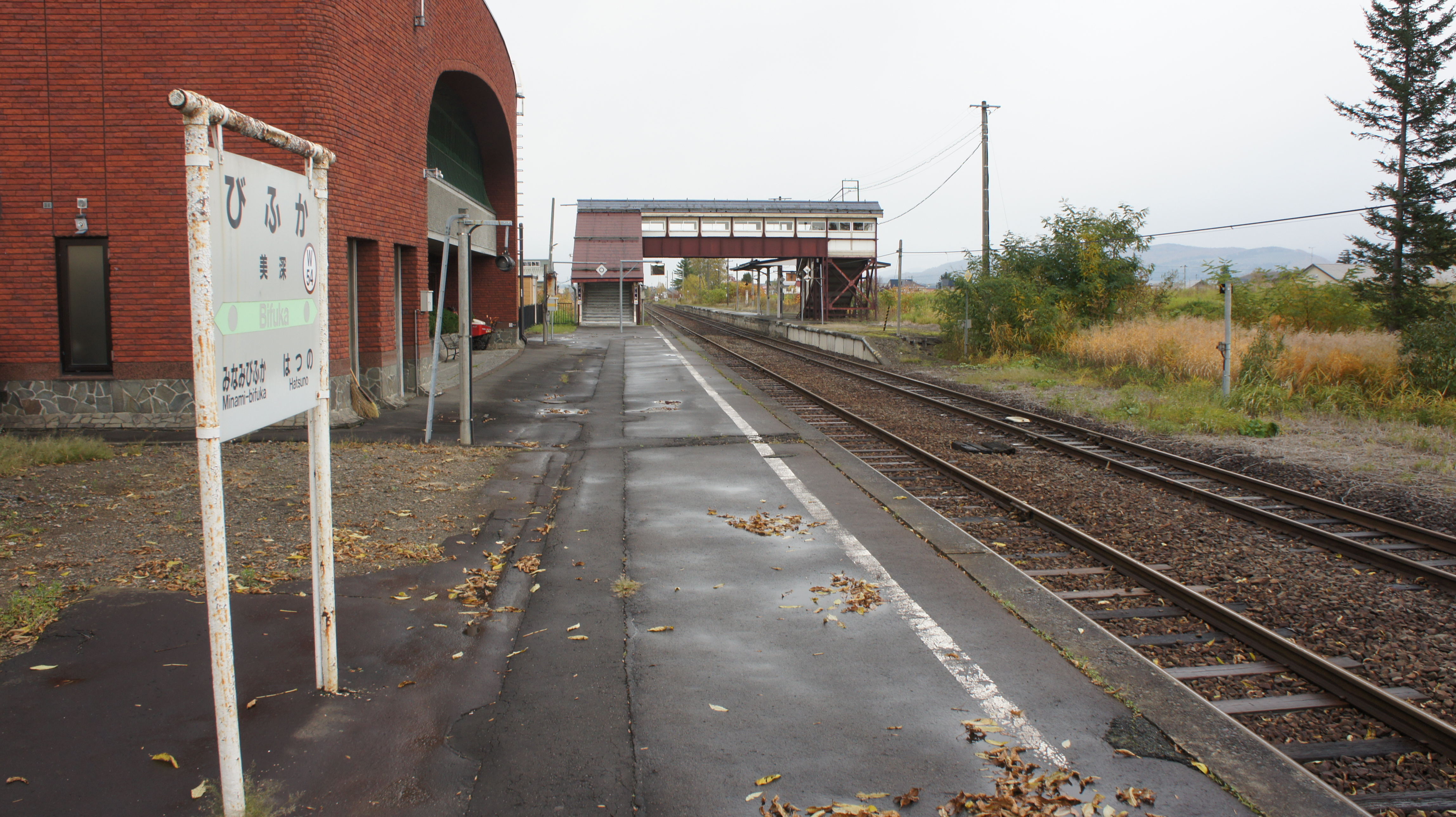
ホーム（2017年10月）
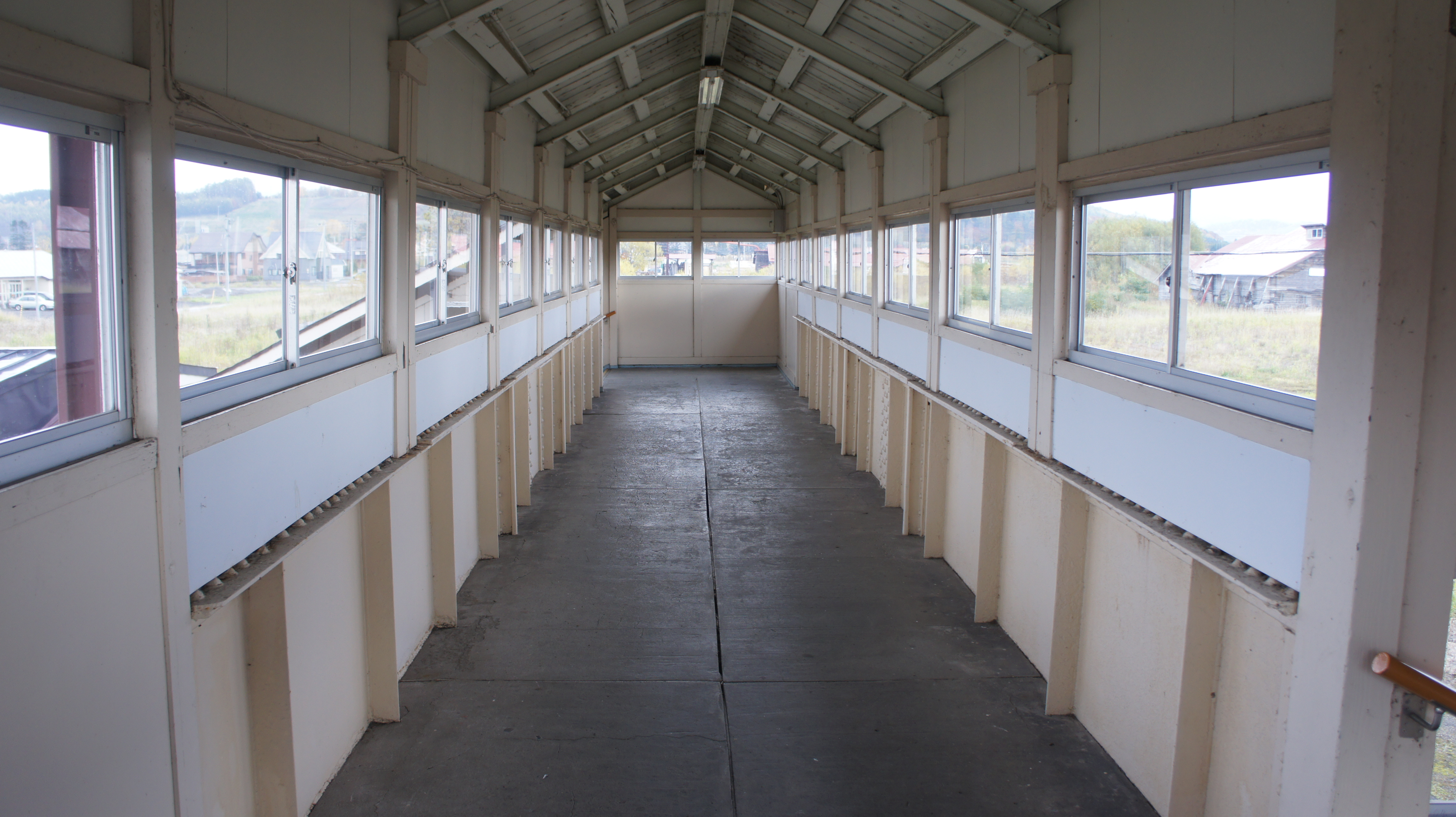
跨線橋（2017年10月）
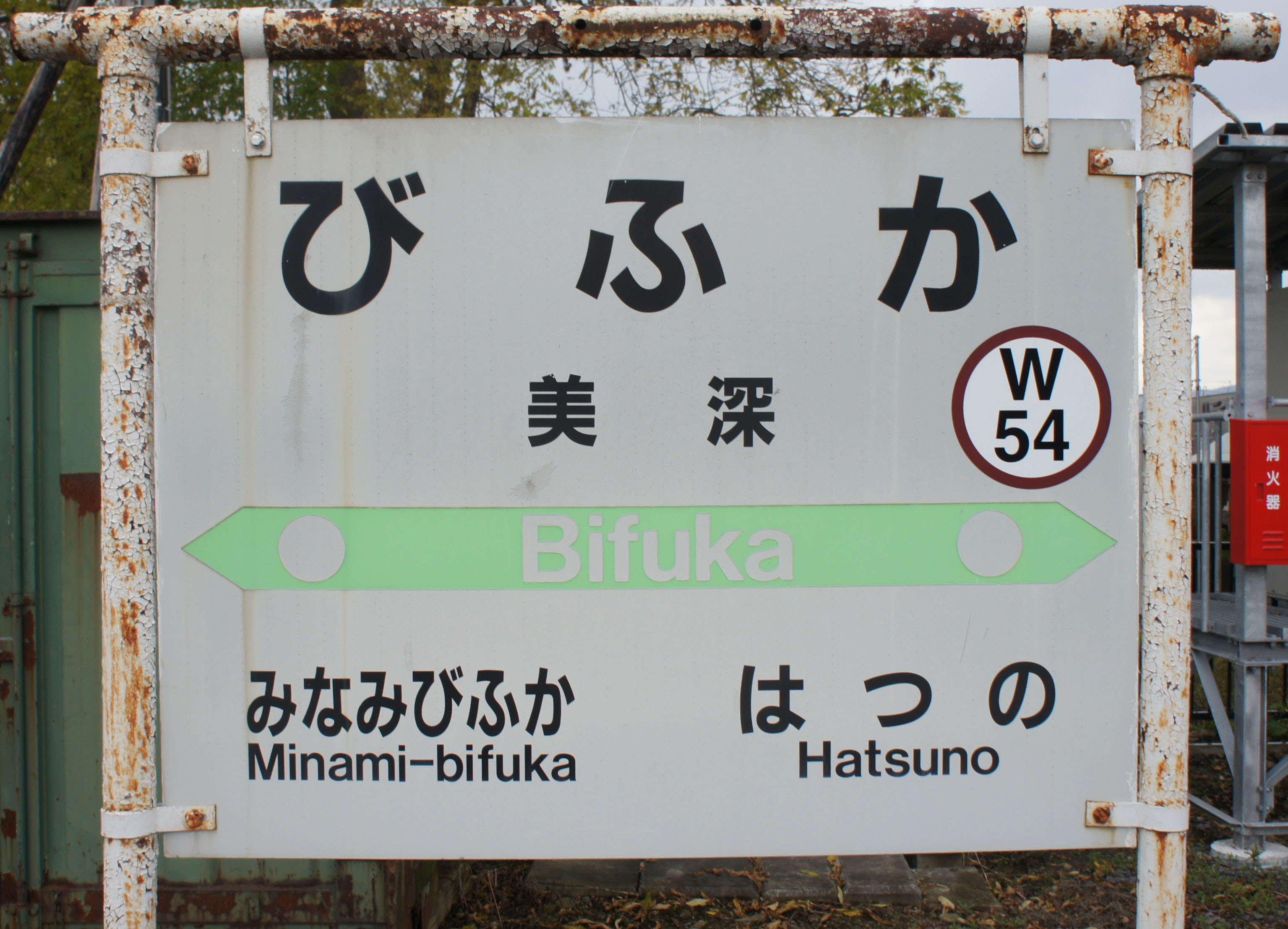
駅名標（2017年10月）

## 利用状況
乗車人員の推移は以下の通り。出典が「乗降人員」となっているものについては1/2とした値を括弧書きで1日平均乗車人員の欄に示し、備考欄で元の値を示す。
また、「JR調査」については、当該の年度を最終年とする過去5年間の各調査日における平均である。
| 年度               | 乗車人員（人） | 乗車人員（人） | 乗車人員（人） | 出典        | 備考 |
| 年度               | 年間           | 1日平均        | JR調査         | 出典        | 備考 |
| ------------------ | -------------- | -------------- | -------------- | ----------- | ---- |
| 1978年（昭和53年） |                | 596.0          |                | [ 28 ]      |      |
| 2012年（平成24年） |                | 99             |                | [ 18 ]      |      |
| 2015年（平成27年） |                |                | 「10名以上」   | [ JR北 2 ]  |      |
| 2016年（平成28年） |                |                | 104.2          | [ JR北 3 ]  |      |
| 2017年（平成29年） |                |                | 88.2           | [ JR北 4 ]  |      |
| 2018年（平成30年） |                |                | 79.0           | [ JR北 5 ]  |      |
| 2019年（令和元年） |                |                | 66.4           | [ JR北 6 ]  |      |
| 2020年（令和02年） |                |                | 55.0           | [ JR北 7 ]  |      |
| 2021年（令和03年） |                |                | 42.2           | [ JR北 8 ]  |      |
| 2022年（令和04年） |                |                | 34.6           | [ JR北 9 ]  |      |
| 2023年（令和05年） |                |                | 30.6           | [ JR北 10 ] |      |

## 駅周辺
- 北海道道680号班渓美深停車場線
- 国道40号・国道275号
- 美深町役場
- 名寄警察署美深警察庁舎
- 名寄警察署駅前交番
- 美深郵便局
- 北星信用金庫美深支店
- 北洋銀行美深支店
- 北はるか農業協同組合（JA北はるか）本所
- 北海道美深高等学校
- 北海道美深高等養護学校
- 北海道上川北部森づくりセンター
- 旭川土木現業所美深出張所
- 美深町文化会館COM100
- 名士バス「美深ターミナル」停留所（仁宇布線デマンドバスのみ乗り入れ）[29]。
- 名士バス・宗谷バス「美深」停留所（国道40号沿い）

## 隣の駅
北海道旅客鉄道（JR北海道）
■宗谷本線
「宗谷」「サロベツ」停車駅
■普通
智恵文駅 (W51) - *智北駅 (W52) - **南美深駅 (W53) - 美深駅 (W54) - **初野駅 (W55) - **紋穂内駅 (W56) - **恩根内駅 (W57) - （豊清水信号場） - *天塩川温泉駅 (W59) - 咲来駅 (W60)
*上り最終列車は智北駅・天塩川温泉駅を通過する。
**打消線は廃駅

### かつて存在した路線
日本国有鉄道（国鉄）
美幸線
美深駅 - 東美深駅